# Arizona Tennis Classic 2025
L'Arizona Tennis Classic 2025 è stato un torneo maschile di tennis professionistico. È stata la 5ª edizione del torneo, facente parte della categoria Challenger 175 nell'ambito dell'ATP Challenger Tour 2025, con un montepremi di 250 000 $. Si è giocato dall'11 al 16 marzo 2025 sui campi in cemento del Phoenix Country Club di Phoenix, negli Stati Uniti.

## Partecipanti

### Teste di serie
| Nazionalità | Giocatore          | Ranking* | Testa di serie |
| ----------- | ------------------ | -------- | -------------- |
| Portogallo  | Nuno Borges        | 36       | 1              |
| Italia      | Flavio Cobolli     | 40       | 2              |
| Spagna      | Pedro Martínez     | 41       | 3              |
| Germania    | Jan-Lennard Struff | 46       | 4              |
| Australia   | Aleksandar Vukic   | 64       | 5              |
| Italia      | Luca Nardi         | 67       | 6              |
|             | Roman Safiullin    | 69       | 7              |
| Francia     | Arthur Rinderknech | 73       | 8              |

* Ranking al 3 marzo 2025.

### Altri partecipanti
I seguenti giocatori hanno ricevuto una wild card per il tabellone principale:
- Brandon Holt
- Colton Smith
- Eliot Spizzirri

I seguenti giocatori sono entrati in tabellone come alternate:
- Christopher Eubanks
- Reilly Opelka
- Aleksandr Ševčenko

I seguenti giocatori sono passati dalle qualificazioni:
- Yasutaka Uchiyama
- Nik'oloz Basilashvili
- Li Tu
- Michail Kukuškin

## Punti e montepremi
| Torneo    | Torneo              | V      | F      | SF     | QF    | 2T    | 1T    | Q | Q2    | Q1  |
| Singolare | Punti               | 175    | 90     | 50     | 25    | 13    | 0     | 6 | 3     | 0   |
| Singolare | Premi in denaro ($) | 29 800 | 17 550 | 10 395 | 6 050 | 3 560 | 2 155 | – | 1,075 | 540 |
| Doppio    | Punti               | 175    | 90     | 50     | 25    | –     | 0     | – | –     | –   |
| Doppio    | Premi in denaro ($) | 12 840 | 7 460  | 4 475  | 2 650 | –     | 1,490 | – | –     | –   |

## Campioni

### Singolare
João Fonseca ha sconfitto in finale  Aleksandr Bublik con il punteggio di 7–6(5), 7–6(0).

### Doppio
Marcel Granollers /  Horacio Zeballos hanno sconfitto in finale  Austin Krajicek /  Rajeev Ram con il punteggio di 6–3, 7–6(2).